# Dennis Kramer
Dennis Arvid Kramer (Colonia, 10 gennaio 1992 – Barterode, 27 agosto 2023) è stato un cestista statunitense con cittadinanza tedesca.

## Biografia
Con la Germania universitaria ha disputato due edizioni delle Universiadi (2013, 2015).
Kramer è morto in un incidente automobilistico nell'estate del 2023, quando era ancora in attività.